# پنرین (آب‌سنگ حلقوی)
پنهرین (آب‌سنگ حلقوی) (به لاتین: Penrhyn (atoll)) یک جزیره در جزایر کوک است که در اقیانوس آرام واقع شده‌است.